# Ureparapara
Ureparapara (früher Bligh Island) ist nach Gaua und Vanua Lava die drittgrößte Insel der Banks-Inseln im Norden des pazifischen Inselstaats Vanuatu, die verwaltungsmäßig zur Provinz Torba gehören.

## Geographie
Der alte vulkanische Krater der Insel wurde im Osten vom Meer erodiert, wodurch sich die Divers Bay (Lorup Bay) bildete. Abgesehen von dieser 3,7 km tiefen und 1,4 km breiten Einbuchtung ist die Insel annähernd kreisrund mit einem Durchmesser von rund acht Kilometern. Der höchste Punkt der Insel ist  mit 764 Metern der Mount Tow Lap (Tooulap), der auf dem Kraterrand liegt.
Die Insel ist 39 km² groß. 1979 zählte die Bevölkerung 239, eine neuere Quelle von 2009 nennt eine Bevölkerung von 437 Menschen.
Es gibt drei Dörfer auf der Insel. Hauptort ist Léar (Léséréplag). Die anderen sind Lehali (an der Westküste) und Lequanle (Lekwyangle, an der Nordwestküste). Eine aktuelle (2015) Kartenquelle nennt zwei weitere Dörfer namens Kowe und Tano, ebenfalls im Nordwesten.

## Sprachen
Auf der Insel werden zwei Sprachen gesprochen, Löyöp (im Hauptort Leserepla an der Divers Bay im Osten, 240 Sprecher) und Lehali (in den Dörfern Lehali und Lequanle im Westen und Nordwesten, 200 Sprecher). Auf Lehali heißt die Insel Noypēypay [nɔjpejˈpaj] und auf Löyöp Aö [aˈø].

## Medien
- Ureparapara ist Schauplatz des 1978 in Deutschland veröffentlichten dokumentarischen Spielfilms Beschreibung einer Insel von Rudolf Thome.[9]